# هايبرد ثيوري إي بي (ألبوم)
هايبرد ثيوري إي بي (بالإنجليزية: Hybrid Theory EP)‏ هو ألبوم اصدرته فرقة لينكين بارك عام 1999, عندما كان اسم الفرقة (هايبرد ثيوري). وتم إنتاج وإصدار حوالي 1000 نسخة فقط من الالبوم، والنسخ الاصلية نادرة ومن الصعب الحصول عليها لقلة عددها.

## قائمة المسارات
1. Carousel" – 3:00"
2. Technique (Short)" – 0:40"
3. Step Up" – 3:55"
4. And One" – 4:33"
5. High Voltage" – 3:30"
6. Part of Me" 9:58 ("Ambient" begins at 9:58) - 12:41"

## أعضاء الفرقة
- تشستر بنينجتون
- مايك شينودا
- براد ديلسون
- روب بوردون
- ديف "فينكس" فاريل
- جوزيف "جو" هان